# PortalPlayer
PortalPlayer Inc. ist ein US-amerikanisches Fabless-Halbleiter-Unternehmen, welches Ein-Chip-Systeme (SoC) für digitale Audio-Abspielgeräte wie z. B. den iPod produziert. 
PortalPlayer entwickelt Halbleiter-Chips sowie deren Firmware und vergibt Unteraufträge an andere Unternehmen. Die Halbleiterelemente selbst werden in Foundrys hergestellt.
Am 5. Januar 2007 gab Nvidia bekannt, dass es PortalPlayer Inc. für 357 Millionen US-$ erworben hat.

## Zusammenarbeit mit Apple

### iPod
Der zentrale Prozessor des iPod wird von PortalPlayer hergestellt, die auch das Referenzdesign für den portablen MP3-Player entwarfen, welcher nach Apples Einstieg zum iPod wurde. PortalPlayer war auch an der Entwicklung der Benutzeroberfläche des iPods beteiligt, an der das Unternehmen Pixo mitgearbeitet hat.

## Produkte

### PortalPlayer 5002
Der PortalPlayer 5002-Chip kommt in folgenden Geräten zum Einsatz:
- iPod: 1., 2. und 3. Generation

### PortalPlayer 5003
Ein-Chip-System mit 2 ARM7-CPU Kernen (jeweils bis zu 90 MHz).
Der PortalPlayer 5003-Chip kommt in folgenden Geräten zum Einsatz:
- Rio Karma

### PortalPlayer 5020
Ein-Chip-System mit 2 ARM-CPU Kernen (jeweils bis zu 80 MHz).
Der PortalPlayer 5020-Chip kommt in folgenden Geräten zum Einsatz:
- iPod: 4. Generation, iPod Photo und 1. Generation des iPod Mini
- Tatung Elio M310 (system/pp5020.mi4 enthält den String "PP5020AF-05.11-TG01-11.40-TG01-11.40-DT" und "Copyright(c) 1999 - 2003 PortalPlayer, Inc.")
- Virgin player 5GB
- Megaplayer 540, benutzt die Firmware system/pp5020.mi4 und enthält den String "PP5020AF...", in Deutschland verkauft als Medion MD81034 (ALDI)
- iriver H10, alle Modelle (inklusive 5GB, 6GB, und 20GB)

### PortalPlayer 5021C-TDF
Der PortalPlayer 5021C-TDF-Chip kommt in folgenden Geräten zum Einsatz:
- iPod: 1. Generation iPod Nano

### PortalPlayer 5022
Der PP5022 ist höchstwahrscheinlich Softwarekompatibel mit dem PP5020. 
Der PortalPlayer 5022-Chip kommt in folgenden Geräten zum Einsatz:
- iPod: 2. Generation iPod Mini und 5. Generation iPod (mit Videofunktionalität (20GB und 60GB))

### PortalPlayer 5024
Der 2005 entwickelte PortalPlayer-Chip, der auf Audioplayern eingesetzt wird, wird von Nvidia zum Verkauf angeboten.
Der PortalPlayer-5024-Chip kommt in folgenden Geräten zum Einsatz:
- Sandisk Sansa e200 series